# Le Cheylas
Le Cheylas [lə ʃela] est une commune française située dans le département de l'Isère, en région Auvergne-Rhône-Alpes.
Ses habitants sont appelés les Cheylasiens. La commune compte un monument faisant l’objet d’une inscription partielle au titre des monuments historiques, le manoir de la Tour.

## Géographie

### Situation et description
Le Cheylas est une commune située dans la vallée du Grésivaudan, au pied de la montagne de Brame-Farine, entre la chaîne de Belledonne et le massif de la Chartreuse, à égale distance (30 km) de Grenoble et Chambéry. La commune fait partie de l'aire urbaine de Grenoble. La commune est rattachée à la communauté de communes Le Grésivaudan.

### Sites géologiques remarquables
La banquette interglaciaire de Barraux et les vallées perchées du Grésivaudan sont un site géologique remarquable de 556,69 hectares qui se trouve sur les communes de Goncelin, Le Cheylas, La Flachère, Morêtel-de-Mailles, Sainte-Marie-d'Alloix et Saint-Vincent-de-Mercuze-Sainte-Marie-du-Mont. En 2014, ce site d'intérêt géomorphologique est classé « deux étoiles » à l'« Inventaire du patrimoine géologique ».

### Climat
En 2010, le climat de la commune est de type climat des marges montargnardes, selon une étude du Centre national de la recherche scientifique s'appuyant sur une série de données couvrant la période 1971-2000. En 2020, Météo-France publie une typologie des climats de la France métropolitaine dans laquelle la commune est exposée à un climat de montagne ou de marges de montagne et est dans la région climatique  Alpes du nord, caractérisée par une pluviométrie annuelle de 1 200 à 1 500 mm, irrégulièrement répartie en été. 
Pour la période 1971-2000, la température annuelle moyenne est de 11,4 °C, avec une amplitude thermique annuelle de 19,3 °C. Le cumul annuel moyen de précipitations est de 1 338 mm, avec 9,6 jours de précipitations en janvier et 8,3 jours en juillet. Pour la période 1991-2020, la température moyenne annuelle observée sur la station météorologique de Météo-France la plus proche, « Pipay_sapc », sur la commune de Theys à 8 km à vol d'oiseau, est de 6,3 °C et le cumul annuel moyen de précipitations est de 1 545,8 mm,. Pour l'avenir, les paramètres climatiques de la commune estimés pour 2050 selon différents scénarios d'émission de gaz à effet de serre sont consultables sur un site dédié publié par Météo-France en novembre 2022.

### Hydrographie
La partie occidentale du territoire communal est bordé par l'Isère, en sa rive droite.

### Voies de communication
Le territoire communal est traversé par l'ancienne route nationale 523 qui relie Saint-Martin-d'Hères (près de Grenoble) à Montmélian. À la suite de la réforme de 1972, cette voie a été déclassée en RD 523.

## Urbanisme

### Typologie
Au 1er janvier 2024, Le Cheylas est catégorisée bourg rural, selon la nouvelle grille communale de densité à sept niveaux définie par l'Insee en 2022.
Elle appartient à l'unité urbaine de Le Cheylas, une unité urbaine monocommunale constituant une ville isolée,. Par ailleurs la commune fait partie de l'aire d'attraction de Grenoble, dont elle est une commune de la couronne,. Cette aire, qui regroupe 204 communes, est catégorisée dans les aires de 700 000 habitants ou plus (hors Paris),.

### Occupation des sols
L'occupation des sols de la commune, telle qu'elle ressort de la base de données européenne d’occupation biophysique des sols Corine Land Cover (CLC), est marquée par l'importance des territoires agricoles (38,2 % en 2018), en diminution par rapport à 1990 (46,6 %). La répartition détaillée en 2018 est la suivante : 
forêts (32 %), zones agricoles hétérogènes (25,4 %), zones urbanisées (15,3 %), eaux continentales (8,5 %), prairies (8,1 %), zones industrielles ou commerciales et réseaux de communication (5,4 %), terres arables (4,7 %), milieux à végétation arbustive et/ou herbacée (0,7 %). L'évolution de l’occupation des sols de la commune et de ses infrastructures peut être observée sur les différentes représentations cartographiques du territoire : la carte de Cassini (XVIIIe siècle), la carte d'état-major (1820-1866) et les cartes ou photos aériennes de l'IGN pour la période actuelle (1950 à aujourd'hui).

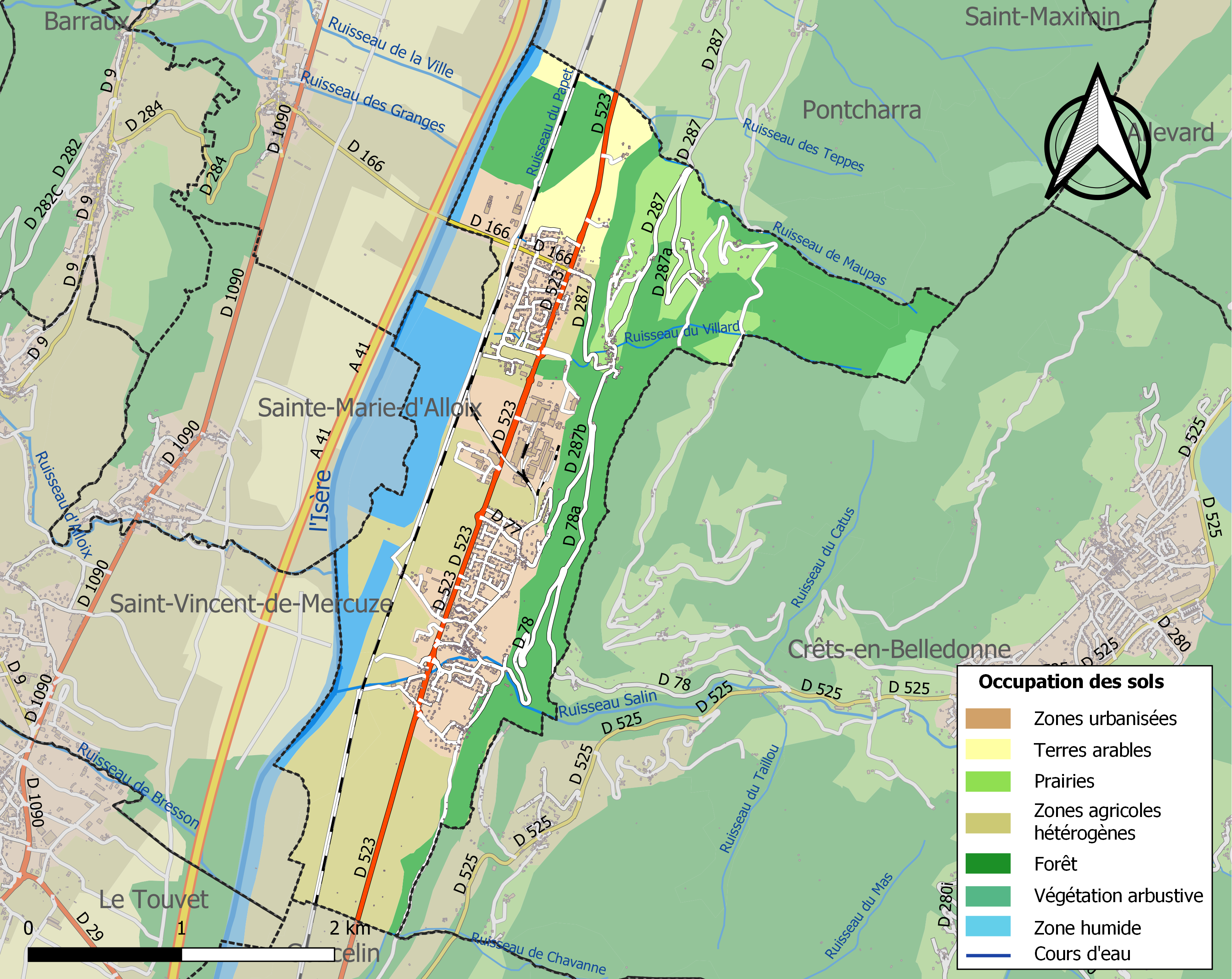
Carte des infrastructures et de l'occupation des sols de la commune en 2018 (CLC).

### Lieux-dits et écarts
- le Bourg est le plus grand lieu-dit de la commune. On y trouve la mairie, le groupe scolaire Chartreuse, le restaurant Le Carré gourmand, un centre commercial, le complexe sportif ainsi que le manoir de la Tour.
- la Gare doit son nom à l'ancienne gare ferroviaire, aujourd'hui désaffectée. On y trouve le groupe scolaire Belledonne, le restaurant scolaire et la halte-garderie.
- Le lieu-dit l'Usine comporte :
  - deux usines : Ascometal (aciers spéciaux) et Winoa (grenailles) ;
  - une centrale hydroélectrique (EDF) de 480 MW, fonctionnant par pompage et assortie d'un grand bassin, alimentée par un plan d'eau artificiel sis entre Allevard et Saint-Pierre-d'Allevard, stockant les eaux captées en Maurienne[14].
- les lieux-dits le Villard, le Trouillet et l'Abbaye sont situés sur la montagne de Brame-Farine, qui surplombe Le Cheylas à l'est.
- Autres lieux-dits, au sud de l'autre côté du Fay à flanc de coteau en direction de Goncelin, les Chaberts hameau dont une maison a été édifiée en 1773, avec plaque (de 1,5 × 1 m) atrière d'origine fleurs de lys, dauphins et initiales du propriétaire, en ce hameau une rivière glaciaire souterraine passe sous les habitations à environ 8/10 mètres de profondeur.

### Risques naturels et technologiques

#### Risques sismiques
L'ensemble du territoire de la commune du Cheylas est situé en zone de sismicité n°4 (sur une échelle de 1 à 5), comme la plupart des communes de son secteur géographique.
| Type de zone | Niveau            | Définitions (bâtiment à risque normal) |
| ------------ | ----------------- | -------------------------------------- |
| Zone 4       | Sismicité moyenne | accélération = 1,6 m/s2                |

## Toponymie
Origine du nom de la commune
- Hypothèse la plus probable : le nom Cheylas aurait pour origine l'existence d'un château (Castellarum).
- Autre hypothèse : en patois dauphinois, faire un chemin dans la neige se dit chala (se prononce tsala), d'où le sens de lieu de passage (pour aller de Chambéry à Grenoble par la rive gauche de l'Isère, on est obligé de passer par Le Cheylas).

## Histoire

### Moyen Âge
Construit à partir de 1475 sur un terrain plat peut-être autrefois protégé par des fossés, le manoir de la Tour présente l'élégante façade d'un édifice typique du XVIe siècle.
Il est donc très probable que quelques habitations se trouvaient sur l'emplacement actuel du Bourg.
Mais on est sûr que des champs cultivés permettait à Sébastien Guiffrey (le propriétaire du manoir) de se nourrir suffisamment.

### XVIIIesiècle
La communauté de Cheilas (Le Cheylas) était sous l'Ancien Régime rattaché au mandement de Morêtel. Par décret du 6 décembre 1794, cette communauté était incorporée à la commune de Goncelin. Toutefois, sept ans plus tard, en 1801, elle retrouve son autonomie communale.

### XXesiècle

La ferme de la Tour en 1906.

L'économie de la commune est longtemps restée à dominante rurale. Toutefois, son économie s'est trouvée revigorée par l'installation de deux usines importantes. D'une part les ateliers sidérurgiques de Wheelabrator-Allevard, émanation moderne de la sidérurgie du Pays d'Allevard, ont glissé vers la vallée de l'Isère. D'autre part, Le Cheylas est le siège de l'usine hydroélectrique au débouché du tunnel Arc-Isère. Ces deux sites ont créé quelques services.

## Politique et administration

### Liste des maires
| Période                                  | Période   | Identité                | Étiquette         | Qualité                                              |
| ---------------------------------------- | --------- | ----------------------- | ----------------- | ---------------------------------------------------- |
| mars 2008                                | en cours  | Roger Cohard            | PCF               | Agent technique                                      |
| mars 2001                                | mars 2008 | Jocelyne Ughetto        | DVD               |                                                      |
| juin 1995                                | mars 2001 | Claude Reymond-Laruinaz |                   |                                                      |
| mars 1983                                | juin 1995 | Louis Pailhoux          |                   |                                                      |
| mars 1971                                | mars 1983 | Roger Brunet-Manquat    |                   |                                                      |
| 1944                                     | mars 1971 | Pierre Pissetty         | Radical puis SFIO | Conseiller général du Canton de Goncelin (1967-1971) |
| 1940                                     | 1944      |                         |                   |                                                      |
| 1934                                     | 1940      | Pierre Pissetty         | Radical           |                                                      |
| 1919                                     | 1934      | Laurent Beurriand       |                   |                                                      |
| 1909                                     | 1919      | Eugène Vial             |                   |                                                      |
| 1900                                     | 1909      | Camille Pierron         |                   |                                                      |
| Les données manquantes sont à compléter. |           |                         |                   |                                                      |

### Jumelages
Depuis 1995, la commune est jumelée avec la commune Italienne de Pavarolo, située à côté de Turin. Existent d'autre part  des coopérations décentralisées avec les communes maliennes de Dembella, Tella, Benkadi et Blendio.

## Population et société

### Démographie
L'évolution du nombre d'habitants est connue à travers les recensements de la population effectués dans la commune depuis 1793. Pour les communes de moins de 10 000 habitants, une enquête de recensement portant sur toute la population est réalisée tous les cinq ans, les populations de référence des années intermédiaires étant quant à elles estimées par interpolation ou extrapolation. Pour la commune, le premier recensement exhaustif entrant dans le cadre du nouveau dispositif a été réalisé en 2006.

En 2022, la commune comptait 2 372 habitants, en évolution de −8,28 % par rapport à 2016 (Isère : +3,07 %, France hors Mayotte : +2,11 %).
| 1793 | 1800 | 1806 | 1821 | 1831 | 1836 | 1841 | 1846 | 1851 |
| ---- | ---- | ---- | ---- | ---- | ---- | ---- | ---- | ---- |
| 451  | 577  | 588  | 718  | 650  | 810  | 805  | 773  | 796  |

| 1856 | 1861 | 1866 | 1872 | 1876 | 1881 | 1886 | 1891 | 1896 |
| ---- | ---- | ---- | ---- | ---- | ---- | ---- | ---- | ---- |
| 818  | 793  | 803  | 772  | 782  | 823  | 781  | 716  | 675  |

| 1901 | 1906 | 1911 | 1921 | 1926 | 1931 | 1936 | 1946 | 1954 |
| ---- | ---- | ---- | ---- | ---- | ---- | ---- | ---- | ---- |
| 613  | 583  | 525  | 546  | 610  | 720  | 749  | 792  | 838  |

| 1962 | 1968  | 1975  | 1982  | 1990  | 1999  | 2006  | 2011  | 2016  |
| ---- | ----- | ----- | ----- | ----- | ----- | ----- | ----- | ----- |
| 941  | 1 110 | 1 173 | 1 311 | 1 567 | 2 118 | 2 565 | 2 680 | 2 586 |

| 2021  | 2022  | - | - | - | - | - | - | - |
| ----- | ----- | - | - | - | - | - | - | - |
| 2 424 | 2 372 | - | - | - | - | - | - | - |

### Enseignement
La commune est rattachée à l'académie de Grenoble.

### Sports
- Le Cheylas Basket, basketball.
- L'ASG, (Association Sportive du Grésivaudan) est un club de football issu de la fusion en 2003 des clubs haut-grésivaudans (Pontcharra) et Cheylas-Goncelin.

## Économie
La vie économique de la commune comporte différents secteurs :
IndustrieL'industrie fait son apparition dans la commune en 1920, lorsque la Société des Hauts Fourneaux et Forges d’Allevard implante une usine d’électrométallurgie. Aujourd’hui, les entreprises Ascométal Allevard et Winoa (ex Wheelabrator Allevard) produisent sur le site du Cheylas des aciers à ressort et des grenailles d’acier.
En 2015, Ascometal ferme son usine. Fondée en 1919, ce fut la première usine française à mettre en service une coulée continue, en 1955.
ÉnergieÉlectricité de France a installé dans la commune une usine hydroélectrique de pompage-turbinage d’une puissance de 480 MW qui peut, grâce à ses deux groupes réversibles, faire du transfert d’énergie par pompage et ainsi injecter de l’énergie sur le réseau national aux heures de pointe.
AgricultureL’agriculture occupe une place importante dans le village. La polyculture a été abandonnée au profit de la culture des arbres fruitiers ; pêches, pommes, poires et abricots, produits par des agriculteurs tournés vers le progrès. Ces produits sont vendus directement par les producteurs et ont une réputation de qualité reconnue dans toute la région.
BoisLe commune fait partiellement partie de l'aire géographique de production et transformation du « Bois de Chartreuse », la première AOC de la filière Bois en France.
CommerceLe centre commercial et les zones d’activités ont été créés par la municipalité pour accueillir des entreprises, des artisans et des commerçants qui proposent leurs services aux habitants.

## Culture locale et patrimoine

### Lieux et monuments
- château du Villard[23]
- église néo-gothique Saint-Martin, du XIXe siècle[23].

#### Le Manoir de la Tour

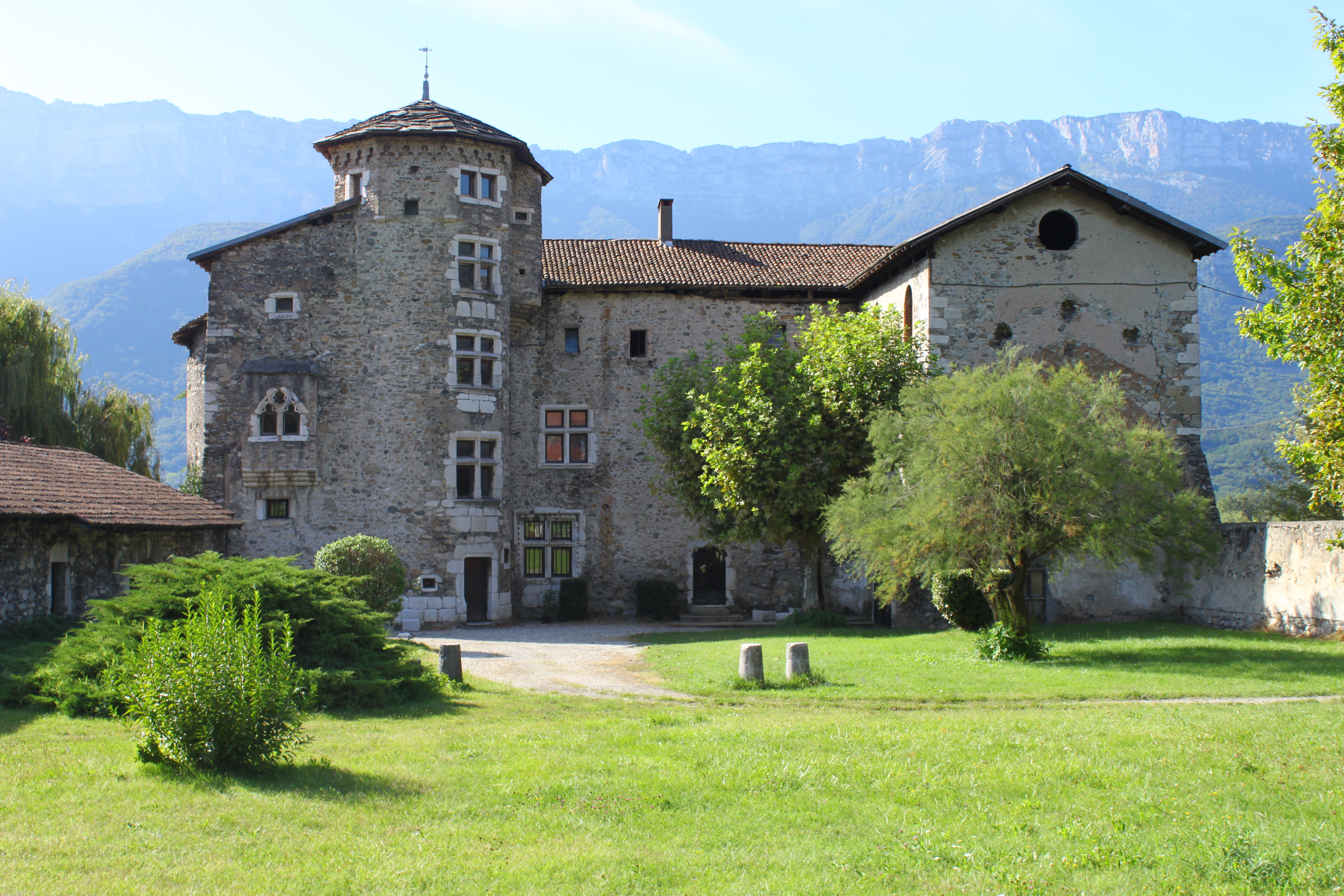
Le manoir de la tour.

Construit à partir de 1475, le manoir de la Tour présente l'élégante façade d'un édifice typique du XVIe siècle. Il présente une belle tourelle d'escalier avec trois grandes fenêtres à meneaux moulurés en calcaire blanc, hélas dépouillés de leur parure. Ce n’est qu’au XVIIIe siècle que la tour fut recouverte d’un toit.
À l'arrière du bâtiment, sur l'angle sud-ouest, prend place une grosse tour circulaire de 8 mètres de diamètre intérieur, aux murs épais de 1,50 mètre. 
Une chapelle, très exiguë, est couverte d'une croisée d'ogives se réunissant sur le blason des Boutières, qui représente un lion toutes griffes dehors. Une fenêtre donnant dans l’escalier permettait aux domestiques d’assister à la messe.
La cave voûtée est en bon état. Une dalle recouvre un trou qui, aux dires des anciens, pourrait être ce qui reste des oubliettes. Au rez-de-chaussée, on remarque l’emplacement des bouches à feu  et, une chose curieuse, un boulet de canon scellé dans la muraille qui serait un symbole ésotérique de l’époque.
En entrant, on découvre un superbe escalier en colimaçon qui dessert les étages. Au rez-de-chaussée, il ne faut pas manquer d’apprécier le plafond à la française de la salle des cuisines. Une chambre présente des poutres fabriquées en trois pièces, travail de charpentiers locaux dont la renommée dépassait nos frontières. La salle des gardes communiquait, par un escalier aujourd’hui muré, avec une salle de police, située dans la tour, sous la chapelle. 
Au même étage sont implantées les chambres. Celle qui est en façade sud a été une chambre nuptiale. Ce sont les deux cœurs gravés dans la pierre des meneaux qui nous l’apprennent. C’est l’hommage du sculpteur rendu à de jeunes époux.
Des communs construits au XVIIIe siècle encadrent la cour. L’un d'eux abritait une magnanerie (élevage de vers à soie) construite sous Louis XIV.
Le manoir fait l’objet d’une inscription partielle au titre des monuments historiques par arrêté du 18 juillet 1951 : seuls les façades et les toitures sont inscrits.

### Patrimoine naturel
- Espace naturel sensible de La Rolande[25].

### Espaces verts et fleurissement
En mars 2017, la commune confirme le niveau « une fleur » au concours des villes et villages fleuris, ce label récompense le fleurissement de la commune au titre de l'année 2016.

### Personnalités liées à la commune
Sébastien GuiffreyLe seigneur et chevalier Sébastien Guiffrey, célèbre au XVIe siècle, est mêlé à toutes les traditions chevaleresques du Dauphiné. Le manoir de la Tour lui appartient. Il y rend l’âme dans la nuit du 15 février 1515. Sa famille est réunie au manoir à cette occasion. Ses deux filles aînées sont en prière dans la chapelle, tandis que la troisième, occupée à enrayer une épidémie de peste dans la chapelle du Prémol, n’a pas pu venir. Sont également présents les époux des deux filles aînées, Pierre de Theys et Georges de Beaumont, seigneur de l’Arthaudière. Après avoir distribué des aumônes et demandé des prières aux religieux de Mians, Sébastien meurt sans avoir revu Guigues, son fils. Il sera enterré aux Chaberts où repose déjà son épouse Lionnette de l’Arthaudière.
Guigues GuiffreyGuigues Guiffrey, surnommé « le brave Boutières », guerroie en Italie aux côtés de Bayard et du « bâtard du Fay », seigneur de Mailles lors du décès de son père. Et lorsque Bayard est blessé à Rovasenda, c’est Guigues qui prend le commandement des armées royales. Plus tard, il est blessé lors de l'expédition de l'île de Wight. Dédaignant le manoir du Cheylas, il va s’installer au château du Touvet.